# Bisdom Eldoret
Het bisdom Eldoret (Latijn: Dioecesis Eldoretensis) is een rooms-katholiek bisdom met als zetel Eldoret, in Kenia. Het bisdom is suffragaan aan het aartsbisdom Kisumu. 

## Geschiedenis
Het bisdom werd opgericht op 29 juni 1953, als de apostolische prefectuur Eldoret, uit delen van het bisdom Kisumu. Op 13 oktober 1959 werd het verheven tot bisdom, en was suffragaan aan het aartsbisdom Nairobi. Op 21 mei 1990 veranderde het van kerkprovincie en werd suffragaan aan het nieuw verheven aartsbisdom Kisumu. 
Het verloor meermaals gebied bij de oprichting van de apostolische prefectuur Lodwar (1968) en de bisdommen Nakuru (1968), Bungoma (1987) en Kitale (1998). 

## Parochies
Het bisdom had in 2021 een oppervlakte van 9.254 km2 en telde 2.489.710 inwoners waarvan 35,8% rooms-katholiek was.

## Bisschoppen
- Joseph Brendan Houlihan (prefect: 29 januari 1954, bisschop: 19 juli 1960 - 19 oktober 1970)
  - Emile Njeru (hulpbisschop: 22 mei 1969 - 5 september 1970)
- John Joseph Njenga (19 oktober 1970 - 25 oktober 1988)
- Cornelius Kipng’eno Arap Korir (2 april 1990 - 30 oktober 2017)
  - Maurice Anthony Crowley (apostolisch administrator: 22 november 2017 - 1 februari 2020)
- Dominic Kimengich (16 november 2019 - heden)
  - John Kiplimo Lelei (hulpbisschop: 27 maart 2024 - heden)